# Conus magellanicus
Espèce
Statut de conservation UICN

 LC  : Préoccupation mineure
Conus magellanicus est une espèce de mollusques gastéropodes marins de la famille des Conidae.
Comme toutes les espèces du genre Conus, ces escargots sont prédateurs et venimeux. Ils sont capables de « piquer » les humains et doivent donc être manipulés avec précaution, voire pas du tout.

## Distribution
Cette espèce est présente dans la mer des Caraïbes au large du Panama, du Mexique, de la Guadeloupe et de la Martinique.

### Niveau de risque d’extinction de l’espèce
Selon l'analyse de l'UICN réalisée en 2011 pour la définition du niveau de risque d'extinction, cette espèce est présente au large de la Guadeloupe, de la Martinique et de plusieurs petites Antilles proches. Il n'y a pas de menaces majeures. Cette espèce est classée dans la catégorie " préoccupation mineure ".

## Taxonomie

### Publication originale
L'espèce Conus magellanicus a été décrite pour la première fois en 1792 par le conchyliologiste danois Christian Hee Hwass dans « Encyclopédie méthodique ou par ordre de matières Histoire naturelle des vers - volume 1 » écrite par le naturaliste français Jean-Guillaume Bruguière (1750-1798),.

### Synonymes
- Conus (Dauciconus) magellanicus Hwass, 1792 · appellation alternative
- Conus cidaris Kiener, 1846 · non accepté
- Conus ornatus G. B. Sowerby I, 1833 · non accepté (homonyme secondaire junior de of..)
- junior secondary homonym of Cucullus ornatus Röding, 1798
- Conus speciosissimus Reeve, 1848 · non accepté
- Magelliconus magellanicus (Hwass, 1792) · non accepté
- Purpuriconus magellanicus (Hwass, 1792) · non accepté